# Шульц, Георг-Вильгельм
Георг-Вильгельм Шульц (нем. Georg-Wilhelm Schulz; 10 марта 1906, Кёльн — 5 июля 1986, Гамбург) — немецкий офицер-подводник, капитан 3-го ранга (1 апреля 1943 года).

## Биография
Служил в торговом флоте, а в октябре 1933 года переведен в ВМС офицером по вопросам торговли. 1 января 1934 года поступил на флот фенрихом. 1 января 1936 года произведен в лейтенанты.
В сентябре 1935 года переведен в подводный флот.

## Вторая мировая война
С 5 января по 15 октября 1939 года командовал подлодкой U-10, на которой совершил 2 похода (33 суток в море).
С 16 декабря 1939 года — командир подлодки U-64, вывел её в поход в берегам Норвегии, но через 8 дней — 13 апреля 1940 года — его лодка была потоплена британским гидросамолетом. Большая часть экипажа спаслась.
11 июня 1940 года назначен командиром подлодки U-124 (Тип IX-B), на которой совершил 5 походов (проведя в море в общей сложности 222 суток). Наиболее успешным для Шульца стал его четвёртый поход, во время которого он потопил 11 судов общим водоизмещением 52 379 брт.
4 апреля 1941 года награждён Рыцарским крестом Железного креста.
Несколько его вахтенных офицеров (в том числе Рейнхард Хардеген, Вернер Хенке и Йохан Мор) стали асами подводной войны.
С 7 сентября 1941 года командир 6-й флотилии подводных лодок. В октябре 1943 года переведен в штаб командующего подводными учебными флотилиями (штаб-квартира в Готенхафене) 1-м офицером Адмирал-штаба. Одновременно Шульц возглавлял группу по тестированию подлодок, где проходили проверку новые лодки Типов XXI и XXIII.
22 апреля 1945 года назначен командиром 25-й флотилии подводных лодок и оставался во главе её до конца войны.
Всего за время военных действий Шульц потопил 19 судов общим водоизмещением 89 886 брт. и повредил 1 судно водоизмещением 3900 брт.

## Награды
- Медаль «За выслугу лет в вермахте» 4-го класса (15 октября 1937)
- Медаль «В память 1 октября 1938 года» (1 октября 1939)
- Испанский крест в бронзе с мечами (6 июня 1940)
- Нагрудный знак подводника (1939) (23 декабря 1939)
- Железный крест (1939) 2-го и 1-го класса (25 сентября 1940)
- Рыцарский крест Железного креста (4 апреля 1941)
- Крест «За военные заслуги» (1939) 2-го и 1-го класса с мечами (30 января 1945)